# Romuald Turkowski
Romuald Wacław Turkowski (ur. 16 września 1951 w Srebrnej) – historyk, profesor nauk humanistycznych, profesor zwyczajny Uniwersytetu Warszawskiego (Instytut Historyczny) i na Wydziale Historycznym Akademii Humanistycznej im. Aleksandra Gieysztora w Pułtusku.

## Życiorys
Absolwent Instytutu Historycznego Uniwersytetu Warszawskiego (1974), doktorat (1981) i habilitacja tamże (1992), profesor nadzwyczajny od 1994. W 2003 uzyskał tytuł naukowy profesora nauk humanistycznych.
Sekretarz naukowy Instytutu Historycznego UW (1981–1985); zastępca sekretarza Uczelnianej Komisji Rekrutacyjnej UW (1981–1982). W 1993 został kierownikiem Studium Wieczorowego i Podyplomowego Instytutu Historycznego UW.
Członek kolegium redakcyjnego „Przeglądu Humanistycznego” od 1995, Roczników Dziejów Ruchu Ludowego - od 2001; Rady Naukowej Zakładu Historii Ruchu Ludowego w Warszawie od 1981; Rady Naukowej Instytutu Bibliotekoznawstwa i Informacji Naukowej UW od 1993; Rady Naukowej Instytutu Historycznego UW i Rady Wydziału Historycznego od 1993. Visitor w London School of Slavonic and East European Studies (1988–1989); Uniwersytetu Karola w Pradze (1995–1996); Polskiego Instytutu i Muzeum im. gen. Władysława Sikorskiego w Londynie 1993, 1995, 1997–1998, 2001–2002. Członek Senatu Akademii Humanistycznej w Pułtusku i członek Rady Naukowej Wydziału Historycznego tej uczelni.
Zainteresowania naukowe: historia społeczno-polityczna Polski i Europy Środkowo-Wschodniej ze szczególnym uwzględnieniem dziejów wsi, emigracji politycznej, spraw regionalnych i wojskowości w XX w.